# 뷔르겐슈토크
뷔르겐슈토크(독일어: Bürgenstock)는 스위스 루체른 호수 기슭을 따라 중간에 위치한 해발 1,115m의 산이다. 뷔르겐슈토크는 또한 같은 산의 해발 874m에 위치한 휴양지이다. 뷔르겐슈토크 정상의 전망대는 함함메취반트(Hammetschwand)에 있다. 산은 거의 완전히 루체른 호수로 둘러싸여 있다.
작은 휴양지인 뷔르겐슈토크는 루체른 호수의 케르지텐-뷔르겐슈토크에 있는 보트 선착장에서 출발하는 뷔르겐슈토크 케이블카 뿐만 아니라 도로를 통해 도달할 수 있다. 뷔르겐슈토크의 가장 높은 정상은 리조트에서 도보로 도달할 수 있으며, 절벽 쪽 길을 따라가면 함메취반트 엘리베이터가 있다.

## 개요
루체른에서 보면 뷔르겐슈톡은 전형적인 산 모양의 ‘슈토크’(stock)를 가지고 있다. 특히 스위스의 독일어권 지역에서 ‘슈토크(Stock)’라는 용어는 산 정상의 모양이 산 전체에서 뚜렷하게 구분되는 여러 산에 사용된다. 좋은 예가 슈토크휘테(Stockhütte)이다.
뷔르겐(Bürgen)과 슈토크(Stock)를 기술하는 단어로 구성된 뷔르겐슈토크이라는 용어는 19세기 중반부터 루체른에서 본 뷔르겐 반도의 독특한 산 지명으로 발전했다.
중세 초기부터 이 반도의 산은 뷔르겐베르크(Bürgenberg)라고 불렸다. 케르지튼(Kehrsiten)에서 마트그라트(Mattgrat)까지 확장되는 지역의 제휴에 대해 루체른과 니트발덴 영지 사이의 38년 이상의 분쟁을 종식시킨 1378년 중재 합의는 기록에서 뷔르겐베르크(Bürgenberg)라는 이름을 사용한다.
루체른 기업의 오래된 지도와 개척지 기록에는 – 그 당시 – 논쟁의 여지가 있는 숲이 언급되어 있으며, 이를 슈타트발트 암 뷔르겐베르크(뷔르겐베르크의 숲) 또는 뷔르겐베르크발트 (뷔르겐 산악 숲)라고 불렀다.
1844년부터 1864년까지의 스위스 지형도인 뒤푸르 지도(Dufourkarte)에서는 산등성이 전체는 이름이 없었고, 가장 높은 곳을 험매치반트(Hametschwand)로 불렸다.
뷔르겐슈토크 이라는 지명은 1836년 알루즈 부싱거(Aloys Businger)가 그의 책 운터발텐의 주(Der Kanton Unterwalden)에서 처음 기록했다. 부싱거는 뷔리겐 반도 전체를 뷔르겐베르크라고 불렀다. 그러나 그는 가장 높은 지점을 험매치반트와 뷔르겐슈토크로 언급했다.
또한 1850년에 루체른 사범대의 책임자인 나클라우스 리에치(Niklaus Rietschi)가 개인 지도를 출판했는데, 여기에는 뷔르겐슈토크이라는 용어와 험매치반트라는 용어가 정상에 기록되어 있다.
1872년 부허&뒤러(Bucher & Durrer)는 알프 트리트(Alp Tritt)에 호텔 단지의 토대를 마련했다. 이를 위해 1836년 알루즈 부싱거가 그의 책 “운터발텐의 주”에서 문서화한 뷔르겐슈토크의 이미 존재하는 지명을 선택했다.
뷔르겐슈토크이라는 지명을 사용한 최초의 공식 지도는 소위 지그프리트 지도(Siegfriedkarte)로, 헤르만 지그프리트(Hermann Siegfried) 휘하의 연방지형국에서 1870년부터 1926년까지 출판을 시작했다.  뷔르겐슈토크라는 이름은 지그프리트 지도의 것으로 1896년으로 거슬러 올라가며, 시트 377에 나타난다.
1900년경, 뷔르겐슈토크이라는 명칭은 서쪽의 슈탄스슈타트(Stansstad)에서, 동쪽의 운터레 나제(Untere Nase)에 이르는 전체 산등성이에 대한 일반적인 구어체 용어로 자리 잡았다. 스위스 지리 사전(Geographischen Lexikon der Schweiz)의 해당 항목은 1910년에 찾을 수 있다.
우리 시대의 스위스 지도에서 뷔르겐슈토크라는 이름은 산등성이(험매치반트라는 용어를 대안으로 사용)와 호텔 및 주거 단지의 위치를 나타낸다. 뷔르겐슈토크는 지리적 이름으로 도시와 마을의 공식 스위스 표시에서 두 번 찾을 수 있다. 지역 뷔르겐슈토크는 우편 번호 6363으로 스위스의 우편 번호 목록에 있다. 오늘날 전체 산등성이를 연결하는 계곡 커뮤니티 슈탄스슈타트(Stansstad) 및 에네트뷔르겐(Ennetbürgen)의 주거 거리는 뷔르겐슈토크 스트라세라는 이름을 사용한다.

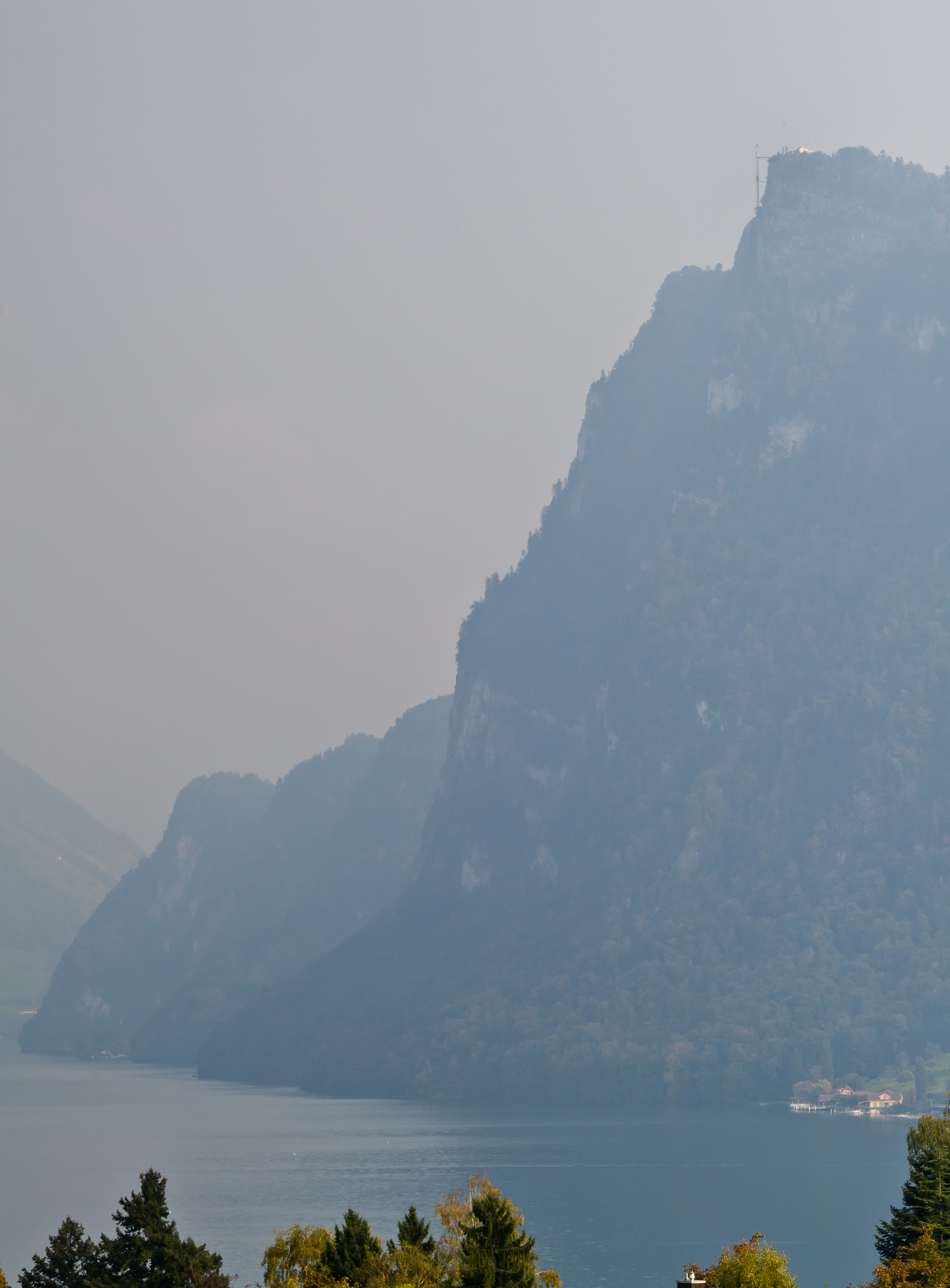
뷔르겐슈토크의 거의 수직인 북쪽 면과 맨 위에 보이는 험매치반트 엘리베이터

## 위치
뷔르겐슈토크는 10km가 넘는 산등성이이며, 북쪽, 동쪽 및 남동쪽이 루체른 호수로 둘러싸여 있다. 북쪽 경사면은 호수로 매우 가파르게 떨어진다. 남쪽 경사면 위와 아래에는 에네트뷔르겐(Ennetbürgen) 타운십이 있다. 슈탄스슈타트는 서쪽 끝의 바닥에 위치해 있다.
대부분의 산은 니트발덴주의 에네트뷔르겐 지자체에 속한다. 서쪽 부분은 슈탄스슈타느 시정촌에 속한다. 호수로 들어가는 북쪽의 가파른 절벽의 일부는 루체른 시의 일부이며, 뷔르겐베르크(일명 시민의 산)라고 불린다.

## 정치
2002년 초, 남수단 내전과 관련된 당사자들은 뷔르겐슈토크에서 뷔르겐슈토크 협정에 서명했다.
2004년 봄, 뷔르겐슈토크는 EU 가입 문제에 대해 터키와 그리스 키프로스 간의 협상 장소였다.

## 관광
많은 고급 호텔과 컨퍼런스 센터가 있는 뷔르겐슈토크는 1872년부터 인기 있는 휴가 및 회의 장소였다. 뷔르겐슈토크에는 유럽에서 가장 높은 야외 리프트도 있다. 하메취반트 엘리베이트는 아름다운 경치의 절벽 길과 험매치반트를 연결한다. 루체른 호수와 주변 산의 광활한 전망을 감상할 수 있는 유리한 지점이다.
뷔르겐슈토크는 2차 세계 대전 이후 스위스의 관광 유산에 대한 증언을 보호하기 위한 보호 계획이 마련되어 있다. 그랜드 호텔 및 팰리스 호텔과 함께 1950년대와 1960년대에 세워진 수많은 소규모 건물로 구성되어 있다. 니트발덴주의 역사 기념물 사무소, 소유자, 니트발덴주의 위원회(Regierungsrat) 및 지자체의 정부는 건물 배치에 대한 마스터 플랜을 개발하도록 위임된 위원회를 설립하여 역사적인 건물을 성공적으로 보존하려고 했다. 유산 보호하에 있다. 역사적인 기상 관측소는 이후 다른 장소로 이전되었다.